# Трактовое (Винницкая область)
Трактовое (укр. Трактове) — посёлок, входит в Черневецкий район Винницкой области Украины.
Население по переписи 2001 года составляло 220 человек. Почтовый индекс — 24123. Телефонный код — 4357. Занимает площадь 0,05 км². Код КОАТУУ — 524981505.

## Местный совет
24123, Вінницька обл., Чернівецький р-н, с.Борівка, вул.Перемоги,32а